# Samhorodok, Skvîra
Samhorodok (în ucraineană Самгородок) este localitatea de reședință a comunei Samhorodok din raionul Skvîra, regiunea Kiev, Ucraina.

## Demografie
Componența lingvistică a localității Samhorodok
     Ucraineană (99,34%)
     Alte limbi (0,66%)
Conform recensământului din 2001, majoritatea populației localității Samhorodok era vorbitoare de ucraineană (99,34%), existând în minoritate și vorbitori de alte limbi.

## Legături externe
- pl Samhorodek (3), wieś nad rzeką Berezianką în Dicționarul geografic al Regatului Poloniei și al altor țări slave, volum X (Rukszenice — Sochaczew) 1889